# Розо-Рівер 2
Розо-Рівер 2 (англ. Roseau River 2) — індіанська резервація в Канаді, у провінції Манітоба, у межах муніципалітету Емерсон-Франклін.

## Населення
За даними перепису 2016 року, індіанська резервація нараховувала 558 осіб, показавши скорочення на 5,1%, порівняно з 2011-м роком. Середня густина населення становила 25,4 осіб/км².
З офіційних мов обидвома одночасно не володів жоден з жителів, тільки англійською — 555. Усього 30 осіб вважали рідною мовою не одну з офіційних, з них усі — одну з корінних мов.
Працездатне населення становило 24,3% усього населення, рівень безробіття — 35,3%.
Середній дохід на особу становив $9 799 (медіана $5 128), при цьому для чоловіків — $7 538, а для жінок $12 733 (медіани — $2 684 та $10 064 відповідно).
14,1% мешканців мали закінчену шкільну освіту, не мали закінченої шкільної освіти — 62%, 22,5% мали післяшкільну освіту.
| Статево-вікова структура населення | Статево-вікова структура населення | Статево-вікова структура населення | Статево-вікова структура населення | Статево-вікова структура населення |
| ---------------------------------- | ---------------------------------- | ---------------------------------- | ---------------------------------- | ---------------------------------- |
|                                    |                                    |                                    |                                    |                                    |
| Всього                             | Всього                             | 53,2%46,8%                         |                                    |                                    |
| 0 — 14 років                       | 0 — 14 років                       |                                    | 37,2%                              | 37,2%                              |
| 15 — 64 років                      | 15 — 64 років                      |                                    | 60,2%                              | 60,2%                              |
| 65 і більше                        | 65 і більше                        |                                    | 2,7%                               | 2,7%                               |
| Середній вік (років)               | Середній вік (років)               | 27,424,6                           | 26,1                               | 26,1                               |
| Медіана (років)                    | Медіана (років)                    | 25,120,8                           | 23,6                               | 23,6                               |
| — чоловіки — жінки                 |                                    |                                    |                                    |                                    |

| Походження мешканців:     | Походження мешканців:     | Походження мешканців: | Походження мешканців: | Походження мешканців: |
| ------------------------- | ------------------------- | --------------------- | --------------------- | --------------------- |
| Походження                |                           |                       | осіб                  | %                     |
| Корінні американці        | Корінні американці        |                       | 560                   | 100%                  |
| Інше північноамериканське | Інше північноамериканське |                       | 0                     | 0%                    |
| Європейське               | Європейське               |                       | 25                    | 4.46%                 |
| британське                | британське                |                       | 15                    | 2.68%                 |
| українське                | українське                |                       | 15                    | 2.68%                 |

## Клімат
Середня річна температура становить 3,1°C, середня максимальна – 24,3°C, а середня мінімальна – -23,8°C. Середня річна кількість опадів – 538 мм.
| Клімат поселення                              | Клімат поселення | Клімат поселення | Клімат поселення | Клімат поселення | Клімат поселення | Клімат поселення | Клімат поселення | Клімат поселення | Клімат поселення | Клімат поселення | Клімат поселення | Клімат поселення | Клімат поселення |
| Показник                                      | Січ.             | Лют.             | Бер.             | Квіт.            | Трав.            | Черв.            | Лип.             | Серп.            | Вер.             | Жовт.            | Лист.            | Груд.            |                  |
| Середній максимум, °C                         | −10,75           | −6,87            | 0,80             | 10,83            | 19,02            | 24,19            | 24,28            | 23,28            | 18,03            | 10,78            | 0,30             | −8,89            |                  |
| Середня температура, °C                       | −17,29           | −13,4            | −5,74            | 4,30             | 12,50            | 17,64            | 19,55            | 18,55            | 13,30            | 6,02             | −4,4             | −13,63           |                  |
| Середній мінімум, °C                          | −23,84           | −19,96           | −12,28           | −2,26            | 5,94             | 11,10            | 14,80            | 13,81            | 8,56             | 1,30             | −9,14            | −18,36           |                  |
| Норма опадів, мм                              | 20               | 15               | 23               | 35               | 69               | 92               | 78               | 70               | 50               | 40               | 25               | 21               |                  |
| Середньомісячна швидкість вітру, м/с          | 4.40             | 4.30             | 4.50             | 4.60             | 4.60             | 4.10             | 3.50             | 3.70             | 4.20             | 4.50             | 4.50             | 4.42             |                  |
| Середньомісячна сонячна радіація, кДж/м²·день | 4434             | 7598             | 12425            | 16585            | 19676            | 20983            | 21799            | 18487            | 12927            | 7692             | 4385             | 3252             |                  |
| --------------------------------------------- | ---------------- | ---------------- | ---------------- | ---------------- | ---------------- | ---------------- | ---------------- | ---------------- | ---------------- | ---------------- | ---------------- | ---------------- | ---------------- |
| Джерело:                                      |                  |                  |                  |                  |                  |                  |                  |                  |                  |                  |                  |                  |                  |